# John Salisbury
John Edward Salisbury (ur. 26 stycznia 1934 w Birmingham) – brytyjski lekkoatleta (sprinter), medalista olimpijski z 1956 i mistrz Europy z 1958.
Specjalizował się w biegu na 400 metrów. Zdobył brązowy medal na igrzyskach olimpijskich w 1956 w Melbourne w sztafecie 4 × 400 metrów (biegła w składzie: Salisbury, Michael Wheeler, Peter Higgins i Derek Johnson), a w biegu na 400 metrów odpadł w półfinale. Na Igrzyskach Imperium Brytyjskiego i Wspólnoty Brytyjskiej w 1958 w Cardiff zdobył srebrny medal w sztafecie  4 × 440 jardów (wraz z nim biegli John Wrighton, Johnson i Ted Sampson).
Na mistrzostwach Europy w 1958 w Sztokholmie zdobył złoty medal w sztafecie 4 × 400 metrów (biegła w składzie: Sampson, John MacIsaac, Wrighton i Salisbury), a w biegu na 400 metrów był drugi za Johnem Wrightonem.
Salisbury był mistrzem Wielkiej Brytanii (AAA) w biegu na 440 jardów w 1958. Dwukrotnie ustanawiał rekordy Wielkiej Brytanii w sztafecie 4 × 400 metrów (do wyniku 3:07,2 1 grudnia 1956 w Melbourne).
Rekordy życiowe:
| Konkurencja        | Data i miejsce              | Wynik |
| ------------------ | --------------------------- | ----- |
| bieg na 400 metrów | 21 sierpnia 1958, Sztokholm | 46,5  |